# Demo 1996
Demo 1996 – drugie demo doom metalowego zespołu Pentagram wydane w styczniu 1996 roku.

## Lista utworów
1. „Change of Heart” – 4:48
2. „Forever My Queen” – 2:14
3. „Because I Made It” – 4:12
4. „Review Your Choices” – 3:15

## Twórcy
Pentagram w składzie
- Bobby Liebling – wokal
- Greg Reider – gitara
- Ned Meloni – gitara basowa, inżynier dźwięku
- Joe Hasselvander – perkusja